# Joaquín, 8º Príncipe Murat
Joaquín Luis Napoléon Murat, octavo príncipe Murat (26 de noviembre de 1944, Boulogne-Billancourt, Altos del Sena, Francia) es miembro de la familia Bonaparte-Murat y actual jefe de la familia Murat. Es una figura importante en los círculos napoleónicos y está muy involucrado en la conmemoración de la memoria imperial. Coleccionista de arte desde hace mucho tiempo, también fue el propietario y fundador del Museo y Centro de Arte Contemporáneo Príncipe Murat de Nointel (1982-1987).

## Vida
Hijo póstumo y único de Joaquín, séptimo príncipe Murat. Descendiente de sexta generación de Joaquín Murat (1767-1815), Gran Duque de Berg y Rey de Nápoles, y de su esposa Carolina Bonaparte (1782-1839), Joaquín Murat es hijo póstumo de Joaquín Murat (1920-1944), séptimo príncipe Murat, y de Nicole Véra Claire Hélène Pastré (1921-1982).
El 25 de marzo de 2017, aniversario del nacimiento de su antepasado el rey Joaquín Murat, primer príncipe murat y Rey de Nápoles restableció la antigua Orden de las Dos Sicilias, fundada por el citado monarca, como orden dinástica familiar con él como Gran Maestre, y miembros condecorados en dos clases, Caballero y Comendador. Esta Orden revivida no ha sido reconocida oficialmente por la Comisión Internacional de Órdenes de Caballería.

## Matrimonio y descendencia
El príncipe Murat se casó con Laurence Marie Gabrielle Mouton el 11 de octubre de 1969 en París. Tienen cinco hijos:
- Princesa Carolina Laetizia Victoire Alix Murat (nacida el 31 de octubre de 1971 en Neuilly-sur-Seine).
- Príncipe Joaquín Carlos Napoleón Murat, Príncipe de Pontecorvo (nacido el 3 de mayo de 1973 en Neuilly-sur-Seine), heredero aparente de su padre, que se casó con Yasmine Lorraine Briki el 5 de marzo de 2021 en París.[3]
- Princesa Laetitia Caroline Marie Pierre Murat (nacida el 27 de agosto de 1975 en Neuilly-sur-Seine).
- Princesa Élisa Marie Annonciade Murat (nacida el 16 de febrero de 1977 en Neuilly-sur-Seine), gemela de la princesa Pauline.
- Princesa Pauline Béatrice Marie Murat (nacida el 16 de febrero de 1977 en Neuilly-sur-Seine), gemela de la princesa Élisa.